# 閣僚評議会
閣僚評議会（かくりょうひょうぎかい、英：Council of Ministers）は、各国の内閣に相当する組織。閣僚会議（かくりょうかいぎ）、閣僚理事会（かくりょうりじかい）、大臣会議（だいじんかいぎ）などとも呼ばれる。その議長は閣僚評議会議長である。
- 閣僚評議会 (スペイン)